# شبکه اسپرت ۱ آلمان
شبکه اسپرت ۱ (انگلیسی: Sport1) یک کانال تلویزیون ماهواره ای در آلمان است که رویدادهای ورزشی محتوای تبلیغاتی و محتوای شهوت‌نگاره را همزمان پوشش می‌دهد.